# Pázmándy Péter
Pázmándy Péter (Budapest, 1938. június 7. – Genf, 2012. március 23.) labdarúgó, hátvéd, edző.

## Pályafutása
A Vasas csapatában kezdte a labdarúgást. 1956-ban nyugatra távozott és Svájcban, a Servette együttesében folytatta pályafutását Németh Valérrel és Makay Dezsővel. 1968-ban hagyta abba az aktív labdarúgást.
1968-ban először a CS Chênois csapatának edzője lett. 1976 és 1982 között a Servette vezetőedzője. Az 1978–79-es idényben bajnok, 1978-ban és 1979-ben svájci kupa-győztes a csapattal. Dolgozott edzőként az FC Lausanne-Sport, az AC Bellinzona, az FC Sion és a Stade Nyonnais csapatainál is. 1995-ben fejezte be az edzősködést.

## Sikerei, díjai

### Játékosként
- Svájci bajnokság
  - bajnok: 1960–61, 1961–62
  - 2.: 1965–66
  - 3.: 1964–65
- Svájci kupa
  - döntős: 1959, 1965, 1966

### Edzőként
- Svájci bajnokság
  - bajnok: 1978–79
  - 2.:1976–77, 1977–78, 1981–82
  - 3.: 1979–80
- Svájci kupa
  - győztes: 1978, 1979
- Svájci labdarúgó-ligakupa
  - győztes: 1977, 1979, 1980